# اشمیدگادن
اشمیدگادن (به آلمانی: Schmidgaden) یک شهر در آلمان است که در بایرن واقع شده‌است.

## خصوصیات
اشمیدگادن ۴۱٫۲۳ کیلومترمربع مساحت دارد ۳۸۷ متر بالاتر از سطح دریا واقع شده‌است.